# توم براون (لاعب كرة قدم بريطاني)
توم براون (بالإنجليزية: Tom Brown)‏ (1 أبريل 1968 بغلاسكو في المملكة المتحدة - ) هو لاعب كرة قدم بريطاني في مركز الهجوم. شارك مع منتخب اسكتلندا الثانوي لكرة القدم ‏. أما مع النوادي، فقد لعب مع نادي دمبرتون ونادي سانت ميرين ونادي ألوا أثليتيك وBellshill Athletic F.C. ‏ وDalry Thistle F.C. ‏ وجلينفتون أثلتيك ‏ وSt Anthony's F.C. ‏ ونادي كلايدبانك ‏.

## وصلات خارجية
- توم براون (لاعب كرة قدم بريطاني) على موقع قاعدة بيانات كرة القدم.إي يو (الإنجليزية)